# Жизнь по Джейн Остин
См. также статью «Книжный клуб Джейн Остин»
«Жизнь по Джейн О́стин» (англ. The Jane Austen Book Club — дословный перевод: «Книжный клуб Джейн Остин») — романтическая кинокомедия, поставленная в 2007 году по популярному одноимённому роману американской романистки Карен Джой Фаулер.
Слоган фильма: «Тебе необязательно знать книги, чтобы быть в клубе».

## Сюжет
Повествование вращается вокруг шести человек, находящихся в скорее приятельских, нежели близких дружеских отношениях, которые решают объединиться на один сезон в книжный клуб для обсуждения романов писательницы Джейн Остин.

## В ролях
| Актёр         | Роль           |
| ------------- | -------------- |
| Мария Белло   | Джоселин       |
| Эмили Блант   | Пруди          |
| Мэгги Грейс   | Аллегра        |
| Гвендолин Йео | доктор Саманта |
| Хью Дэнси     | Григг          |
| Эми Бреннеман | Сильвия        |
| Кэти Бейкер   | Бернадетта     |
| Кевин Зегерс  | Трэй           |
| Марк Блукас   | Дин            |
| Джимми Смитс  | Дэниел         |
| Линн Редгрейв | мама Скай      |
| Нэнси Трэвис  | Кэт            |
| Эд Бригадир   | пастор         |